# Друкер, Ирма Хаимович
Ирма Хаимович Друкер (Ирма Друкер; Ирмияѓу Друкер; 15 декабря 1906, Чернобыль — 22 июля 1982, Одесса) — еврейский советский прозаик, литературный критик. Писал на идише. Был известен в литературной среде как интеллектуал и эрудированный писатель.

## Биография
Ирма Хаимович Друкер родился в семье меламмеда и кантора, где и освоил иудаизм, историю еврейского народа и иврит. 
В 1931 году окончил рабочий факультет Одесского института социального воспитания.
Изначально начал писать на иврите, впоследствии он перешел на идиш. Публиковаться стал с 1927 года создавая рассказы и очерки, а также биографические заметки о Шолом-Алейхеме. Писал и театральные рецензии и критические статьи. Первую свою книгу рассказов «В степи» он выпустил в 1929 году в Харькове. 
Через десять лет в Киеве вышла его книга «Шолом-Алейхем. Критические этюды» (первый раз на идише, а затем на русском). Кроме этого он занимался пением, пошел учиться в Киевскую музыкальную школу к профессору Доброжанскому. Самым известным романом Друкера стал вышедший в 1940 году роман «Клезмер» (переведен с расширением в 1964 году на русский под названием «Музыканты»).
В 1947 году в израильской газете «Аль ѓа-мишмар» была напечатана статья И. Друкера о Менделе Мойхер-Сфориме.
По сфальсифицированным обвинениям получил 15 лет заключения в лагере строгого режима, его, как и многих других писателей на идише обвинили в «антисоветской, сионистской, контрреволюционной деятельности». С 1950 по 1956 год Друкер попал в заключение в спецлагере № 15. В апреле 1955 года его дело было пересмотрено, его освободили и реабилитировали.
Среди книг И. Друкера была серия новелл о Менделе Мойхер-Сфориме под названием «Дер зейде Менделе» («Дедушка Менделе») вышедший в 1964 году в Варшаве (а впоследствии и на иврите в 1975 году), новеллы о Шолом-Алейхеме и Переце, очерки о Ш. Михоэлсе, Х. Н. Бялике, М. Альтмане, М. Гузикове и других.
Последние годы И. Друкер создавал свои произведения тяжело больным. Как говорил сам Ирма Друкер: «Тяжелая это работа — писание. Поверьте мне… Но кто хотя бы один раз согрешил пером… будет писать и писать, пока перо не упадет из его рук, и кровь не перестанет пульсировать в его жилах». Перенес пять инфарктов и умер от шестого инфаркта 22 июля 1982 года. Похоронен на Еврейском кладбище в Одессе, памятник на могиле сделан скульптором П. Криворуцким. 

## Сочинения
- Друкер И. Музыканты: роман. — Москва: Советский писатель, 1964. — 284 с.
- Друкер И. Х. Михоэл-Иосиф Гузиков: роман. — Москва : Советский писатель, 1990. — 346 с. — ISBN 5-265-00894-2;

## Семья
- Жена — Элька Вайман[1]